# Dorfkirche Darritz

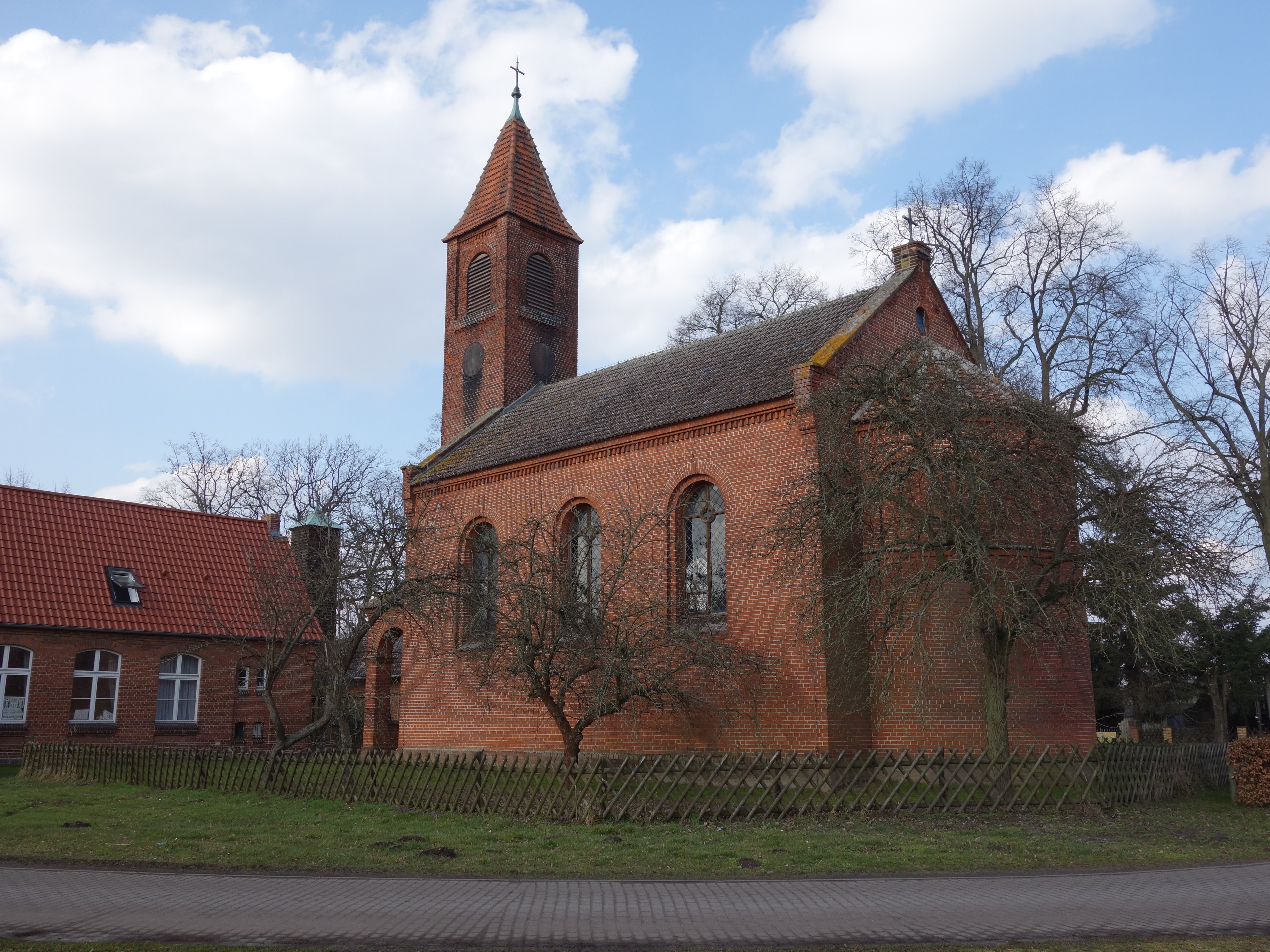
Dorfkirche Darritz

Die evangelische, denkmalgeschützte Dorfkirche Darritz steht in Darritz-Wahlendorf, einem Ortsteil der Gemeinde Märkisch Linden im Landkreis Ostprignitz-Ruppin von Brandenburg. Die Kirche gehört zur Gesamtkirchengemeinde Temnitz im Kirchenkreis Wittstock-Ruppin der Evangelischen Kirche Berlin-Brandenburg-schlesische Oberlausitz.

## Beschreibung
Die Saalkirche wurde 1845 bis 1848 aus Backsteinen im Rundbogenstil der Schinkelschule erbaut. Sie besteht aus einem Langhaus, das mit einem Satteldach bedeckt ist, einer halbkreisförmigen Apsis im Osten und einem Kirchturm im Westen, der mit einem spitzen Helm abgeschlossen ist. Die Zifferblätter der Turmuhr haben keine Zeiger mehr. Das oberste Geschoss des Kirchturms beherbergt hinter den Klangarkaden den Glockenstuhl.
Die Kirchenausstattung stammt aus der Bauzeit. Die Orgel auf der Empore hat sechs Register, ein Manual und ein Pedal. Sie wurde 1894 von Albert Hollenbach gebaut.